# Гест, Энтони
Энтони Альфред Джеффри Гест (англ. Antony Alfred Geoffrey Guest; 1856 — 29 января 1925) — английский шахматист.
Участник двух конгрессов Британского шахматного союза (1885 и 1887). На 1-м конгрессе разделил 2-е место с Генри Бердом. Чемпион Британии среди любителей (1888).

## Спортивные результаты
| Год  | Город    | Соревнование                              | +  | − | = | Результат | Место |
| ---- | -------- | ----------------------------------------- | -- | - | - | --------- | ----- |
| 1885 | Лондон   | 1-й конгресс Британского шахматного союза | 11 | 2 | 2 | 12 из 15  | 2—3   |
| 1887 | Лондон   | 3-й конгресс Британского шахматного союза | 3  | 0 | 6 | 3 из 9    | 7—9   |
| 1888 | Брадфорд | Чемпионат Британии среди любителей        |    |   |   | из        | 1     |